# Barranca Cangrejo
Barranca Cangrejo är en ort i Mexiko.   Den ligger i kommunen Tlacoapa och delstaten Guerrero, i den sydöstra delen av landet, 250 km söder om huvudstaden Mexico City. Barranca Cangrejo ligger 1 438 meter över havet och antalet invånare är 106.
Terrängen runt Barranca Cangrejo är varierad. Runt Barranca Cangrejo är det ganska glesbefolkat, med 23 invånare per kvadratkilometer. Närmaste större samhälle är Malinaltepec, 7,7 km öster om Barranca Cangrejo. I omgivningarna runt Barranca Cangrejo växer i huvudsak städsegrön lövskog.